# توهان (ناحیه تشسکا لیپا)
توهان (به چکی: Tuhaň) یک منطقهٔ مسکونی در جمهوری چک است که در ناحیه تشسکا لیپا واقع شده‌است.